# Identity (programa de televisión)
Identity es un concurso de televisión, producido por Zeppelin TV y emitido por TVE en 2007-2008, con presentación de Antonio Garrido.

## Mecánica
Adaptación para España del concurso estadounidense Identity, emitido por la cadena NBC en la temporada 2006-2007.
Doce extraños, personas anónimas todos ellos, se muestran en pie e inmóviles ante el concursante en plató. Cada uno de ellos tiene una característica que lo hace peculiar y distinto del resto: Profesión, afición, etc. El concursante conoce las doce cualidades y debe asociarlas a los desconocidos fijándose en los detalles de su físico, conducta, etc. Con cada acierto se gana una nueva suma de dinero, aunque dos fallos suponen la pérdida de todo lo acumulado hasta el momento (Cuando falten 3 extraños en el panel desaparece el Comodín del fallo permitido dichos por ser la última jugada y no se puede permitir ningún fallo pese a no utilizar el Comodín del fallo permitido, pero si el Tri-dentity y los expertos). Cuenta con la ayuda de dos amigos y se le permiten tres comodines: fallo permitido, Tri-dentity y la ayuda de los expertos.
El objetivo final, si se alcanza a reconocer las doce identidaes consiste en un premio en metálico dotado de 100.000 euros. La secuencia de premios es: €1000, €2000, €3000, €4000, €5000, €6000, €10,000, €15,000, €25,000, €50,000, €100,000.

## Equipo
- Presentador: Antonio Garrido.
- Director: Juan Navarrete, Marisa Paniagua.
- Guionistas: Eduardo Escorial, Emilio García Pozo
- Productor: Javier Cruz

## Audiencias
| Temporada | Temporada | Episodios | Estreno             | Final                    | Audiencia media | Audiencia media | Audiencia media |
| Temporada | Temporada | Episodios | Estreno             | Final                    | Espectadores    | Cuota           |                 |
| --------- | --------- | --------- | ------------------- | ------------------------ | --------------- | --------------- | --------------- |
|           | 1         | 17        | 16 de julio de 2007 | 9 de noviembre de 2007   | 1 932 000       | 13,7%           |                 |
|           | 2         | 13        | 23 de junio de 2008 | 15 de septiembre de 2008 | 1 504 000       | 12,0%           |                 |
| Total     | Total     | 30        | 2007                | 2008                     | 1 718 000       | 12,8%           |                 |

### Primera temporada (2007)
| Temporada 1 |    |                          |                   |
| 1           | 1  | 16 de julio de 2007      | 2 128 000 (14,7%) |
| 2           | 2  | 24 de julio de 2007      | 2 438 000 (17,2%) |
| 3           | 3  | 31 de julio de 2007      | 1 716 000 (13,1%) |
| 4           | 4  | 6 de agosto de 2007      | 2 042 000 (16,1%) |
| 5           | 5  | 13 de agosto de 2007     | 2 249 000 (19,1%) |
| 6           | 6  | 20 de agosto de 2007     | 2 116 000 (16,3%) |
| 7           | 7  | 27 de agosto de 2007     | 1 990 000 (14,6%) |
| 8           | 8  | 3 de septiembre de 2007  | 1 920 000 (13,2%) |
| 9           | 9  | 10 de septiembre de 2007 | 2 459 000 (15,2%) |
| 10          | 10 | 14 de septiembre de 2007 | 1 607 000 (13,6%) |
| 11          | 11 | 21 de septiembre de 2007 | 1 410 000 (11,1%) |
| 12          | 12 | 28 de septiembre de 2007 | 1 654 000 (10,8%) |
| 13          | 13 | 5 de octubre de 2007     | 1 953 000 (12,0%) |
| 14          | 14 | 12 de octubre de 2007    | 1 776 000 (12,1%) |
| 15          | 15 | 26 de octubre de 2007    | 1 838 000 (11,7%) |
| 16          | 16 | 2 de noviembre de 2007   | 1 736 000 (11,1%) |
| 17          | 17 | 9 de noviembre de 2007   | 1 805 000 (11,1%) |

### Segunda temporada (2008)
| Temporada 2 |    |                          |                   |
| 18          | 1  | 23 de junio de 2008      | 1 495 000 (11,7%) |
| 19          | 2  | 30 de junio de 2008      | 1 493 000 (9,1%)  |
| 20          | 3  | 7 de julio de 2008       | 1 630 000 (11,5%) |
| 21          | 4  | 14 de julio de 2008      | 1 966 000 (13,4%) |
| 22          | 5  | 21 de julio de 2008      | 1 688 000 (12,8%) |
| 23          | 6  | 28 de julio de 2008      | 1 655 000 (12,2%) |
| 24          | 7  | 4 de agosto de 2008      | 1 476 000 (12,4%) |
| 25          | 8  | 11 de agosto de 2008     | 1 450 000 (12,8%) |
| 26          | 9  | 18 de agosto de 2008     | 1 317 000 (11,4%) |
| 27          | 10 | 25 de agosto de 2008     | 1 501 000 (12,3%) |
| 28          | 11 | 1 de septiembre de 2008  | 1 622 000 (13,2%) |
| 29          | 12 | 8 de septiembre de 2008  | 1 576 000 (12,6%) |
| 30          | 13 | 15 de septiembre de 2008 | 678 000 (10,7%)   |

## Otras versiones
El programa también se ha emitido en Reino Unido, Italia, Rusia, Finlandia, Dinamarca, Francia, Noruega, Grecia, Israel, Corea del Sur, Chile y México (con el título de Identidad),
| País                              | Nombre local                      | Presentador                         | Medio de difusión   | Gana máxima          | Primera emisión          | Última emisión           |
| --------------------------------- | --------------------------------- | ----------------------------------- | ------------------- | -------------------- | ------------------------ | ------------------------ |
| Albania                           | Të panjohurit                     | Ardit Gjebrea                       | TV Klan             | €20,000              | 10 de enero de 2021      |                          |
| Azerbaiyán                        | Kim kimdir?                       | Azer Axsham                         | Azad Azerbaiyán TV  | 10,000 manat         | 2008                     | 2010                     |
| Azerbaiyán                        | Kim kimdir?                       | Vusal Murtuzaliyev                  | Azad Azerbaiyán TV  | 10,000 manat         | 2017                     | 2018                     |
| Chile                             | Identity                          | Vivi Kreutzberger                   | Mega                | CL$50.000.000        | 22 de marzo de 2010      | ?                        |
| China                             | 猜的就是你                        | Zhang Shaogang                      | Guangxi TV          | No premios de dinero | 2 de enero de 2013       | ?                        |
| Dinamarca                         | Identity: Hvem er hvem?           | Thomas Mygind                       | Kanal 5             | 500,000 kr           | 14 de febrero de 2008    | ?                        |
| España                            | Identity                          | Antonio Garrido                     | La 1                | €100,000             | 16 de julio de 2007      | 15 de septiembre de 2008 |
| Estados Unidos (versión original) | Identity                          | Penn Jillette                       | NBC                 | $500,000             | 18 de diciembre de 2006  | 27 de abril de 2007      |
| Finlandia                         | Tuntemattomat                     | Jaakko Saariluoma                   | MTV3                | €30,000              | 11 de enero de 2008      | 12 de junio de 2009      |
| Francia                           | Identity                          | Jean-Luc Reichmann                  | TF1                 | €150,000             | 14 de febrero de 2009    | 5 de junio de 2010       |
| Georgia                           | ინტუიცია                          | Nika Kavtaradze                     | Imedi TV            | 20,000 lari          | 13 de mayo de 2010       | ?                        |
| Grecia                            | Tαυτότητα                         | Miltos Makrides                     | Star                | €150,000             | 2007                     | 2007                     |
| Hong Kong                         | 亮相                              | Eric Kot                            | TVB                 | HK$200,000           | 5 de mayo de 2008        | ?                        |
| Italia                            | Soliti ignoti – Identità nascoste | Fabrizio Frizzi                     | Rai 1               | €250,000             | 2007                     | 2012                     |
| Italia                            | Soliti ignoti - Il ritorno        | Amadeus                             | Rai 1               | €500,000             | 2017                     |                          |
| Israel                            | מסדר זיהוי                        | Shlomo Baraba                       | Channel 10          | ₪500,000             | 13 de junio de 2007      | ?                        |
| México                            | Identidad                         | Andrés Bustamente                   | Azteca 13           | MX$250,000           | 18 de julio de 2007      | ?                        |
| Reino Unido                       | Identity                          | Donny Osmond                        | BBC Two             | £10,000              | 27 de agosto de 2007     | 1 de enero de 2008       |
| Rusia                             | Интуиция                          | Viktor Loginov                      | TNT                 | 1.000.000 руб.       | 27 de septiembre de 2007 | ?                        |
| Rusia                             | Интуиция                          | Viktor Loginov                      | TNT                 | 500.000 руб.         | ?                        | 27 de abril de 2013      |
| Singapur                          | Identity                          | Muhammad Syamim                     | MediaCorp Channel 5 | S$100,000            | 27 de agosto de 2007     | 26 de diciembre de 2009  |
| Singapur                          | Identity                          | Muhammad Syamim                     | Events TV Plus      | S$100,000            | 19 de octubre de 2017    |                          |
| Tailandia                         | ใครคือใคร Identity Thailand        | Kathsepsawad Palakawong na Ayuthaya | MCOT Channel 9      | ฿100,000             | 7 de febrero de 2013     | 13 de febrero de 2016    |
| Turquía                           | Kimsin sen?                       | Mustafa Sandal                      | Star TV             | 150.000 TL           | 14 de febrero de 2010    | ?                        |
| Ucrania                           | Інтуїція                          | Andriy Domanskyi                    | Novyi Kanal         | 50,000 ₴             | 2010                     | 2010                     |
| Ucrania                           | Інтуїція                          | Alexander Pedan                     | Novyi Kanal         | 50,000 ₴             | 2011                     | 2011                     |
| Ucrania                           | Суперінтуїція                     | Serhiy Prytula                      | Novyi Kanal         | 50,000 ₴             | 2015                     | 2015                     |

## Premios
- TP de Oro (2007): Mejor concurso.
- Premio Zapping (2007): Mejor concurso.